# Edward Morris
Edward Bernard Morris Jr. (Wichita, 4 maggio 1984) è un cestista statunitense con cittadinanza giapponese.